# Phellinus tricolor
Phellinus tricolor är en svampart som först beskrevs av Giacopo Bresàdola, och fick sitt nu gällande namn av František Kotlaba 1968. Phellinus tricolor ingår i släktet Phellinus och familjen Hymenochaetaceae.   Inga underarter finns listade i Catalogue of Life.